# Похйола

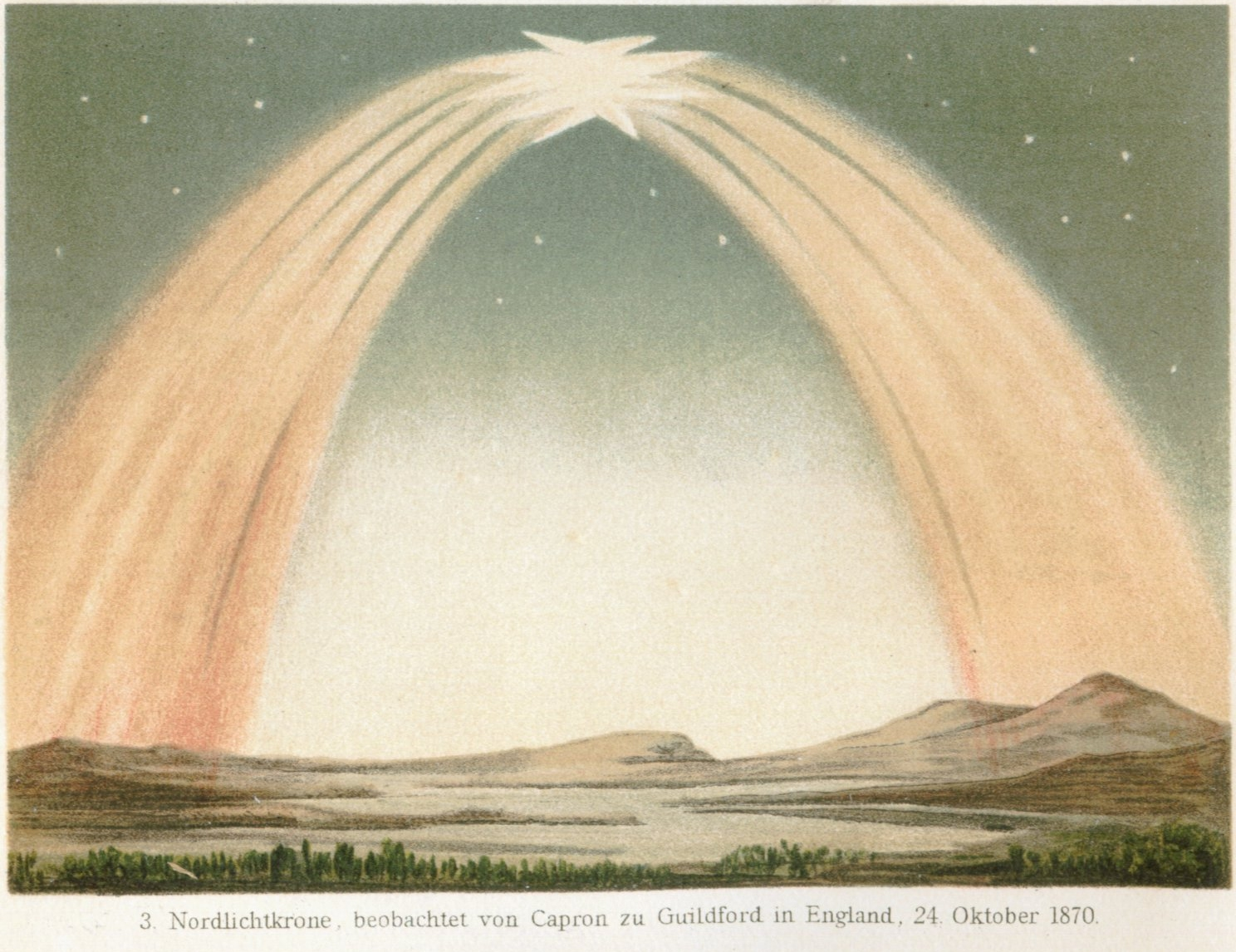
Хромолітографія із зображенням арки північного сяйва (1908)

Похйола (фін. Pohjola) — це легендарне місце у фінській міфології, назва якого походить від слова Pohja («північ») і означає «Країна Півночі», тобто весь полярний регіон.  У світі Калевали це була країна саамів (лапландців), відокремлена від Калевали морем..
У реальному світі Похйола охоплює частину Лапландії та стародавньої області Кайнуу. Проте цю назву також вживають щодо повністю міфічного місця — джерела зла, вічно холодної північної землі.. Саме з цієї Похйоли походять хвороби й мороз. Похйола є ворогом Вейноли, країни Калевали.
У фінській міфології володаркою Похйоли є Льовхі— зла чаклунка з великою силою. Великий коваль Сеппо Ільмарінен викував на її прохання Сампоі подарував його в обмін на руку її доньки. Сампо — це чарівний млин достатку, який забезпечує мешканців Похйоли незліченними багатствами. Інші персонажі Калевали також змагалися за руку дочок Похйоли, серед них — шукач пригод Леммікейнен і великий мудрець Вейнемейнен. Льовхі вимагала від них чудес, подібних до Сампо, як-от вбивство Лебедя з Туонели. Коли одному з женихів нарешті вдавалося здобути руку доньки, у великих залах Похйоли влаштовувалися пишні бенкети.
Коріння «світового дерева», стовпа Землі, за фінською міфологією, міститься десь за північним обрієм, у Похйолі. Викування Сампо, дарування його чаклунці Льовхі, боротьба південних народів за здобуття Сампо та його подальше знищення становлять значну частину тексту Калевали.